# Европейская улица (Полтава)

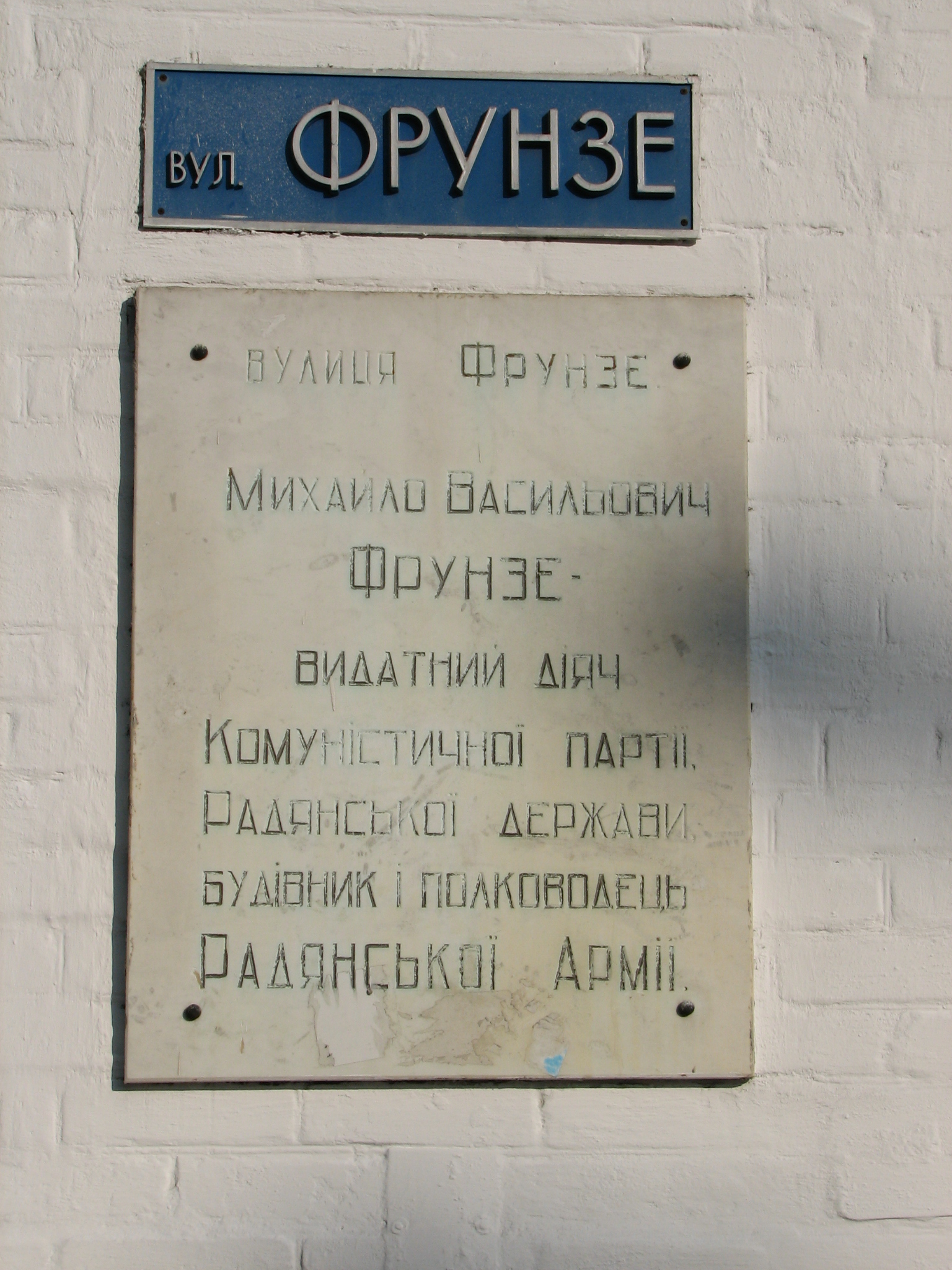
Мемориальная табличка на одном из зданий.

Европейская улица (укр. Європейська вулиця, с 1805 по 1923 — Кобелякская, с 1923 по 1925 — Троцкого, с 1925 по 2016 — Фрунзе) — одна из главных улиц Полтавы. Проходит от Монастырской улицы к выходу на трассу Полтава–Кременчуг. Длина улицы — 5,66 км.

## История
Улица Кобелякская возникла в процессе осуществления плана регулярной планировки Полтавы после 1805 года. До этого времени здесь проходила старинная улица-дорога, ведущая в западном направлении к городам Кобеляки и Кременчуг. Называлась она Егорьевской и вела от крепости через территорию теперешней областной больницы. Первым зданием на Кобелякской улице в 1808 году была построенная тюрьма, так называемый «Тюремный замок». В комплекс «Тюремного замка» входили — само здание тюрьмы с домовой церковью на втором этаже и казармы охраны. Весь комплекс был огорожен кирпичной стеной высотой выше четырёх метров со сторожевыми круглыми башнями по углам. К 30-м годам 19 века рядом с тюрьмой строится здание тюремной больницы.
Названа в 1925 году в честь Михаила Фрунзе — советского государственного, военного и партийного деятеля. 
В 2016 году переименована в Европейскую.
По улице проходил путь на Кобеляки, отсюда и первое название. В XIX - начале XX века на улице были расположены: Всехсвятская церковь, Товарищество взаимного кредита, «Гранд отель», Петропавловская кирха, губернская тюрьма и другие важные строения. Улица была реконструирована в начале 1980-х годов.

## Достопримечательности
На улице расположен парк имени Котляревского, на территории которого находится могила Ивана Котляревского, мемориальный комплекс Солдатской Славы.

## Примыкающие улицы
К улице примыкают: улицы Соборности, Небесной сотни, 1100-летия Полтавы, Пушкина, Шевченко, Героев-Чернобыльцев, Николая Дмитриева, Остапа Вишни, Патриарха Мстислава, Марата, Кагамлыка, Раисы Кириченко, Баяна, Героев АТО, Ляли Убийвовк, переулок Спильчанский, переулок Чайковского, Железная, переулок Матросова, Гетмана Сагайдачного, Степного Фронта, Маяковского, переулок Кустарный, переулок Токарный, Автобазовская, переулок Коммунальный, Киевское и Харьковское шоссе, Малорудчанская, Злагоды, Данила Апостола, Ветеринарная, Полюсная, Комарова, Виктора Андриевского, Серёгина, Полтавская.